# Mario Meini
Mario Meini (Peccioli, 17 novembre 1946) è un vescovo cattolico italiano, dal 21 aprile 2022 vescovo emerito di Fiesole.

## Biografia
Mario Meini è nato il 17 novembre 1946 a Legoli (frazione di Peccioli), provincia di Pisa e diocesi di Volterra, in Toscana.

### Formazione e ministero sacerdotale
Manifestata una precoce vocazione al sacerdozio, dopo gli studi primari ha compiuto quelli ginnasiali al Seminario minore di Volterra, iscrivendosi poi al Pontificio seminario regionale "Pio XII" di Siena per completare gli studi liceali e teologici.
È stato ordinato diacono il 4 luglio 1970 per imposizione delle mani di Marino Bergonzini, vescovo di Modigliana e vescovo coadiutore di Faenza. In seguito, ha ricevuto l'ordinazione sacerdotale il 27 giugno 1971, nella chiesa parrocchiale di San Rocco nella nativa Legoli, per imposizione delle mani del vescovo Roberto Carniello, amministratore apostolico di Volterra; si è incardinato, ventiquattrenne, come presbitero della medesima diocesi.
Poco dopo l'ordinazione si è trasferito a Roma, come alunno del Pontificio seminario lombardo, conseguendo la licenza di specializzazione in teologia dogmatica presso la Pontificia Università Gregoriana.
In seguito, dal 1973 è stato per un triennio vicario cooperatore nella parrocchia di San Michele a Volterra, retta da mons. Angelo Santoni, vicario generale della diocesi, ricoprendo altresì l'incarico di professore di teologia dogmatica presso il Seminario regionale di Siena, dove egli stesso era stato studente, fino al 1984. Nel 1976 è divenuto parroco della parrocchia di San Giusto a Volterra, divenendo anche direttore della Scuola di formazione teologica della diocesi nel 1980 e professore di teologia dogmatica presso lo Studio teologico fiorentino (oggi Facoltà teologica dell'Italia centrale) nel 1985, tutti incarichi svolti fino alla promozione all'episcopato. Inoltre, dal 1977 al 1986 è stato anche vicario economo della parrocchia di San Cipriano, mentre dal 1985 al 1990 vicario foraneo per la città di Volterra.

### Ministero episcopale
Il 13 luglio 1996 papa Giovanni Paolo II lo ha nominato, quarantanovenne, vescovo di Pitigliano-Sovana-Orbetello; è succeduto al sessantasettenne Giacomo Babini, contestualmente trasferito alla guida della diocesi di Grosseto. Ha ricevuto l'ordinazione episcopale il 7 settembre 1996, nella cattedrale di Santa Maria Assunta a Volterra, per imposizione delle mani di Vasco Giuseppe Bertelli, vescovo di Volterra, assistito dai co-consacranti Antonio Bagnoli, vescovo emerito di Fiesole, ed Ovidio Lari, vescovo emerito di Aosta. Ha preso possesso della diocesi durante una cerimonia svoltasi nella cattedrale dei Santi Pietro e Paolo a Pitigliano il 29 ottobre successivo. Come suo motto episcopale ha scelto Pax et lux, che tradotto vuol dire "Pace e luce".
Il 25 maggio 2002, al termine della visita pastorale, ha indetto il sinodo diocesano; il 22 marzo 2005 ha promulgato i documenti sinodali.
Il 21 aprile 2007 si è recato, assieme agli altri membri dell'episcopato toscano, in visita ad limina apostolorum in Vaticano, discutendo con il Pontefice della situazione e dei problemi relativi alla sua diocesi.
Il 13 febbraio 2010 papa Benedetto XVI lo ha trasferito, sessantatreenne, a capo della diocesi di Fiesole; è succeduto a Luciano Giovannetti, dimessosi per raggiunti limiti d'età. Ha preso possesso della nuova sede durante una cerimonia svoltasi nella cattedrale di San Romolo a Fiesole il 18 aprile seguente.

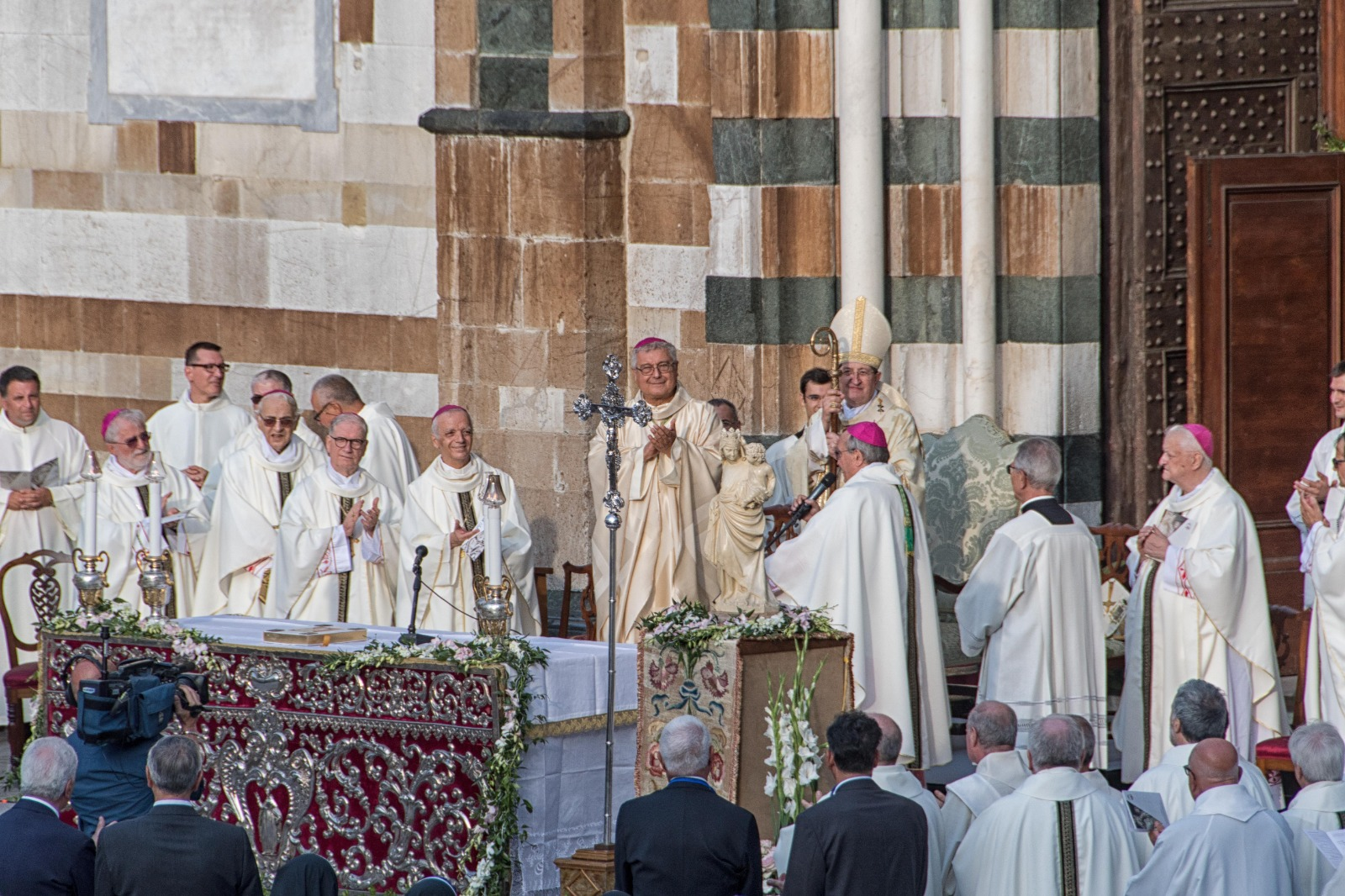
Mons. Meini durante la cerimonia di ingresso del vescovo Giovanni Nerbini nella Piazza Duomo a Prato, il 7 settembre 2019.

L'11 aprile 2013 si è nuovamente recato in Vaticano per la visita ad limina, assieme agli altri vescovi toscani, per incontrare il neoeletto papa Francesco.
L'11 novembre 2014 è stato eletto vicepresidente per l'Italia centrale della Conferenza Episcopale Italiana, succedendo al cardinale Gualtiero Bassetti, arcivescovo metropolita di Perugia-Città della Pieve. Tra il novembre ed il dicembre 2020 ha ricoperto l'incarico di pro-presidente della CEI durante il ricovero per COVID-19 del cardinale presidente Bassetti. Inoltre, in seno alla stessa conferenza, è membro della commissione per la liturgia.
In ambito della Conferenza episcopale toscana è delegato per la pastorale della famiglia, giovani e vita, membro della Commissione mista vescovi-religiosi e della Commissione episcopale per la Facoltà teologica.
Il 21 aprile 2022 papa Francesco ha accolto la sua rinuncia, presentata per raggiunti limiti di età, al governo pastorale della diocesi di Fiesole; gli è succeduto Stefano Manetti, fino ad allora vescovo di Montepulciano-Chiusi-Pienza. È rimasto amministratore apostolico della diocesi fino all'ingresso del successore, avvenuto il 6 luglio seguente.

## Genealogia episcopale e successione apostolica
La genealogia episcopale è:
- Cardinale Scipione Rebiba
- Cardinale Giulio Antonio Santori
- Cardinale Girolamo Bernerio, O.P.
- Arcivescovo Galeazzo Sanvitale
- Cardinale Ludovico Ludovisi
- Cardinale Luigi Caetani
- Cardinale Ulderico Carpegna
- Cardinale Paluzzo Paluzzi Altieri degli Albertoni
- Papa Benedetto XIII
- Papa Benedetto XIV
- Papa Clemente XIII
- Cardinale Marcantonio Colonna
- Cardinale Giacinto Sigismondo Gerdil, B.
- Cardinale Giulio Maria della Somaglia
- Cardinale Carlo Odescalchi, S.I.
- Cardinale Costantino Patrizi Naro
- Cardinale Lucido Maria Parocchi
- Papa Pio X
- Cardinale Gaetano De Lai
- Cardinale Raffaele Carlo Rossi, O.C.D.
- Arcivescovo Gilla Vincenzo Gremigni, M.S.C.
- Vescovo Mario Longo Dorni
- Arcivescovo Benvenuto Matteucci
- Vescovo Vasco Giuseppe Bertelli
- Vescovo Mario Meini

La successione apostolica è:
- Vescovo Guglielmo Borghetti (2010)